# Стефано Фйоре
Стефано Фйоре (італ. Stefano Fiore, * 17 квітня 1975, Козенца) — колишній італійський футболіст, півзахисник. Наразі обіймає посаду спортивного директора клубу «Козенца» з рідного міста.
Насамперед відомий виступами за клуб «Лаціо», а також національну збірну Італії.
Дворазовий володар Кубка Італії. Володар Суперкубка УЄФА. Дворазовий володар Кубка УЄФА.

## Клубна кар'єра
Вихованець футбольної школи клубу «Козенца». Дорослу футбольну кар'єру розпочав 1992 року в основній команді того ж клубу, в якій провів два сезони, взявши участь лише у 10 матчах чемпіонату.
1994 року приєднався до складу команди Серії A «Парма». Провівши за цю команду лише 8 матчів, був віданий в оренду, спочатку до «Падови», а згодом до «К'єво». Повернувся до пармського клубу у 1997, в сезоні 1998–99 здобув разом з цією командою перемоги у розіграшах Кубка Італії та Кубка УЄФА. Протягом 1999—2001 років захищав кольори «Удінезе».
Своєю грою за останню команду привернув увагу представників тренерського штабу клубу «Лаціо», до складу якого приєднався 2001 року. Відіграв за «біло-блакитних» наступні три сезони своєї ігрової кар'єри. Більшість часу, проведеного у складі «Лаціо», був основним гравцем команди. За цей час додав до переліку своїх трофеїв ще один титул володаря Кубка Італії.
2004 року переїхав до Іспанії, уклавши контракт з клубом Прімери «Валенсія». Провів у валенсійській команді лише один сезон 2004–05, після чого повернувся на батьківщину, де як орендований гравець виступав за «Фіорентину», «Торіно» та «Ліворно».
З 2007 року — гравець команди Серії B «Мантова», а ще за рік повертається до рідного міста, де завершує кар'єру виступами за команду клубу «Козенца». Після завершення ігрової кар'єри у 2011 році залишився працювати у цьому клубі на посаді спортивного директора.

## Виступи за збірні
Протягом 1995–1997 років залучався до складу молодіжної збірної Італії. На молодіжному рівні зіграв у 11 офіційних матчах, забив 1 гол.
2000 року дебютував в офіційних матчах у складі національної збірної Італії. Протягом кар'єри у національній команді, яка тривала 5 років, провів у формі головної команди країни 38 матчів, забивши 2 голи. У складі збірної був учасником чемпіонату Європи 2000 року у Бельгії та Нідерландах, де разом з командою здобув «срібло», а також чемпіонату Європи 2004 року у Португалії.
| Дата       | Місто          | Господарі            | Результат             | Гості             | Турнір                | Голи | Примітки   |
| ---------- | -------------- | -------------------- | --------------------- | ----------------- | --------------------- | ---- | ---------- |
| 23/02/2000 | Палермо        | Італія               | 1 – 0                 | Швеція            | товариський матч      | -    |            |
| 29/03/2000 | Барселона      | Іспанія              | 2 – 0                 | Італія            | товариський матч      | -    |            |
| 26/04/2000 | Реджо-Калабрія | Італія               | 2 – 0                 | Португалія        | товариський матч      | -    |            |
| 03/06/2000 | Осло           | Норвегія             | 1 – 0                 | Італія            | товариський матч      | -    |            |
| 11/06/2000 | Арнем          | Туреччина            | 1 – 2                 | Італія            | ЧЄ 2000 - 1-й етап    | -    |            |
| 14/06/2000 | Брюссель       | Італія               | 2 – 0                 | Бельгія           | ЧЄ 2000 - 1-й етап    | 1    |            |
| 19/06/2000 | Ейндговен      | Італія               | 2 – 1                 | Швеція            | ЧЄ 2000 - 1-й етап    | -    |            |
| 24/06/2000 | Брюссель       | Італія               | 2 – 0                 | Румунія           | ЧЄ 2000 - чвертьфінал | -    |            |
| 29/06/2000 | Амстердам      | Італія               | 0 – 0 д.ч. (3-1 п.п.) | Нідерланди        | ЧЄ 2000 - півфінал    | -    |            |
| 02/07/2000 | Роттердам      | Франція              | 2 – 1                 | Італія            | ЧЄ 2000 - Фінал       | -    | 2-ге місце |
| 03/09/2000 | Будапешт       | Угорщина             | 2 – 2                 | Італія            | Відбір до ЧС 2002     | -    |            |
| 07/10/2000 | Мілан          | Італія               | 3 – 0                 | Румунія           | Відбір до ЧС 2002     | -    |            |
| 11/10/2000 | Анкона         | Італія               | 2 – 0                 | Грузія            | Відбір до ЧС 2002     | -    |            |
| 15/11/2000 | Турин          | Італія               | 1 – 0                 | Англія            | товариський матч      | -    |            |
| 28/02/2001 | Рим            | Італія               | 1 – 2                 | Аргентина         | товариський матч      | 1    |            |
| 24/03/2001 | Бухарест       | Румунія              | 0 – 2                 | Італія            | Відбір до ЧС 2002     | -    |            |
| 28/03/2001 | Трієст         | Італія               | 4 – 0                 | Литва             | Відбір до ЧС 2002     | -    |            |
| 25/04/2001 | Перуджа        | Італія               | 1 – 0                 | ПАР               | товариський матч      | -    |            |
| 01/09/2001 | Каунас         | Литва                | 0 – 0                 | Італія            | Відбір до ЧС 2002     | -    |            |
| 05/09/2001 | П'яченца       | Італія               | 1 – 0                 | Марокко           | товариський матч      | -    |            |
| 07/11/2001 | Сайтама        | Японія               | 1 – 1                 | Італія            | товариський матч      | -    |            |
| 17/04/2002 | Мілан          | Італія               | 1 – 1                 | Уругвай           | товариський матч      | -    |            |
| 12/02/2003 | Генуя          | Італія               | 1 – 0                 | Португалія        | товариський матч      | -    |            |
| 29/03/2003 | Палермо        | Італія               | 2 – 0                 | Фінляндія         | Відбір до ЧЄ 2004     | -    |            |
| 30/04/2003 | Женева         | Швейцарія            | 1 – 2                 | Італія            | товариський матч      | -    |            |
| 03/06/2003 | Кампобассо     | Італія               | 2 – 0                 | Північна Ірландія | товариський матч      | -    |            |
| 11/06/2003 | Гельсінкі      | Фінляндія            | 0 – 2                 | Італія            | Відбір до ЧЄ 2004     | -    |            |
| 20/08/2003 | Штутгарт       | Німеччина            | 0 – 1                 | Італія            | товариський матч      | -    |            |
| 06/09/2003 | Мілан          | Італія               | 4 – 0                 | Уельс             | Відбір до ЧЄ 2004     | -    |            |
| 10/09/2003 | Белград        | Сербія та Чорногорія | 1 – 1                 | Італія            | Відбір до ЧЄ 2004     | -    |            |
| 18/04/2004 | Палермо        | Італія               | 2 – 2                 | Чехія             | товариський матч      | -    |            |
| 31/03/2004 | Брага          | Португалія           | 1 – 2                 | Італія            | товариський матч      | -    |            |
| 28/04/2004 | Генуя          | Італія               | 1 – 1                 | Іспанія           | товариський матч      | -    |            |
| 14/06/2004 | Гімарайш       | Данія                | 0 – 0                 | Італія            | ЧЄ 2004 - 1-й етап    | -    |            |
| 18/06/2004 | Порту          | Італія               | 1 – 1                 | Швеція            | ЧЄ 2004 - 1-й етап    | -    |            |
| 22/06/2004 | Гімарайш       | Італія               | 2 – 1                 | Болгарія          | ЧЄ 2004 - 1-й етап    | -    |            |
| 18/08/2004 | Рейк'явік      | Ісландія             | 2 – 0                 | Італія            | товариський матч      | -    |            |
| 04/09/2004 | Палермо        | Італія               | 2 – 1                 | Норвегія          | Відбір до ЧС 2006     | -    |            |
| 09/10/2004 | Целє           | Словенія             | 1 – 0                 | Італія            | Відбір до ЧС 2006     | -    |            |
| Усього     |                | Матчів (66 місце)    | 38                    |                   | Голів                 | 2    |            |

## Титули і досягнення

### Командні
- Володар Кубка Італії (2):

«Парма»: 1998–99
«Лаціо»: 2003–04
- Володар Суперкубка УЄФА (1):

«Валенсія»: 2004
- Володар Кубка УЄФА (2):

«Парма»: 1994–95, 1998–99
- Переможець Середземноморських ігор: 1997
- Віце-чемпіон Європи: 2000

### Особисті
- Найкращий бомбардир розіграшу Кубка Італії (2):

2003–04 (6)